# Gare de La Gorp
Pour les articles homonymes, voir Gorp.
La gare de La Gorp est une gare ferroviaire française de la ligne de Paris-Austerlitz à Bordeaux-Saint-Jean, située sur le territoire de la commune d'Ambarès-et-Lagrave, dans le département de la Gironde, en région Nouvelle-Aquitaine.
C'est une halte de la Société nationale des chemins de fer français (SNCF), desservie par des trains TER Nouvelle-Aquitaine.

## Situation ferroviaire
La gare de La Gorp est située au point kilométrique (PK) 570,545 de la ligne de Paris-Austerlitz à Bordeaux-Saint-Jean, entre les gares ouvertes de Saint-Loubès et de Bassens. Elle est séparée de Saint-Loubès par la gare aujourd'hui fermée de La Grave-d'Ambarès (Gare supérieure).
Au nord-est de la gare se situe le raccordement avec la LGV Sud Europe Atlantique qui permet d'accélérer les relations entre Paris et Bordeaux. Cette ligne à grande vitesse a nécessité d'importants travaux entre 2012 et 2017 imposant la reconfiguration totale de la gare et sa fermeture temporaire en 2014-2015.

## Histoire

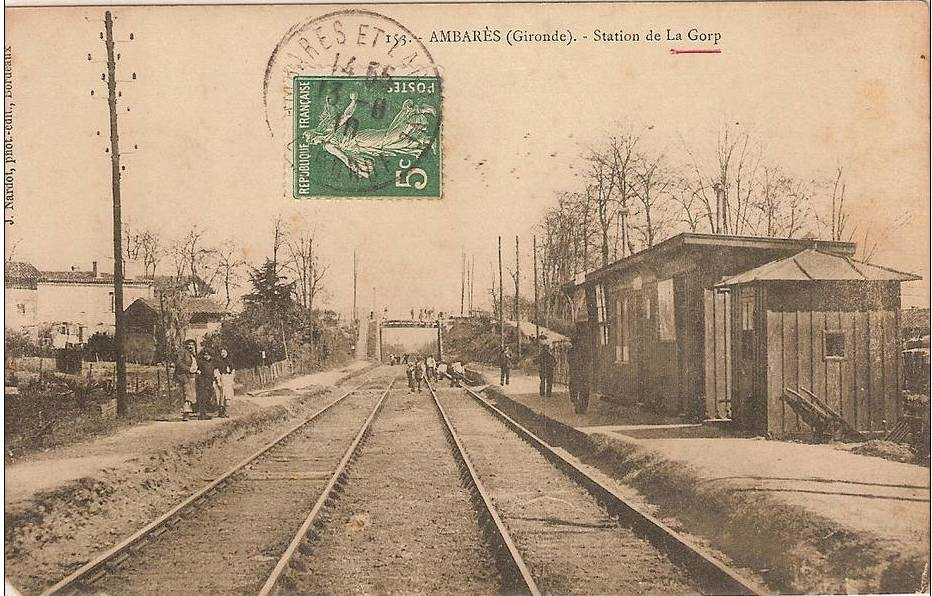
La gare au début du XXe siècle.

## Fréquentation
De 2015 à 2023, selon les estimations de la SNCF, la fréquentation annuelle de la gare s'élève aux nombres indiqués dans le tableau ci-dessous.
| Année     | 2015   | 2016   | 2017   | 2018   | 2019    | 2020   | 2021    | 2022    | 2023    |
| --------- | ------ | ------ | ------ | ------ | ------- | ------ | ------- | ------- | ------- |
| Voyageurs | 29 584 | 37 327 | 53 238 | 74 664 | 106 126 | 73 619 | 109 282 | 148 282 | 162 524 |

## Service des voyageurs

### Desserte
La gare est desservie par les trains TER Nouvelle-Aquitaine entre Bordeaux — Libourne / Coutras.

### Intermodalité
La gare est desservie par les lignes de bus du réseau TBM : 7, 90, Flexo 49 et Flexo 50.
Dans la même commune se trouve la gare de la Grave-d'Ambarès, sur la ligne de Chartres à Bordeaux-Saint-Jean. Depuis 2019, il est possible avec un même abonnement TER Nouvelle-Aquitaine ou Modalis de rejoindre Bordeaux indifféremment depuis ces deux gares, après avoir reçu une autorisation spécifique qui peut être demandée sans frais.

## Galerie de photographies

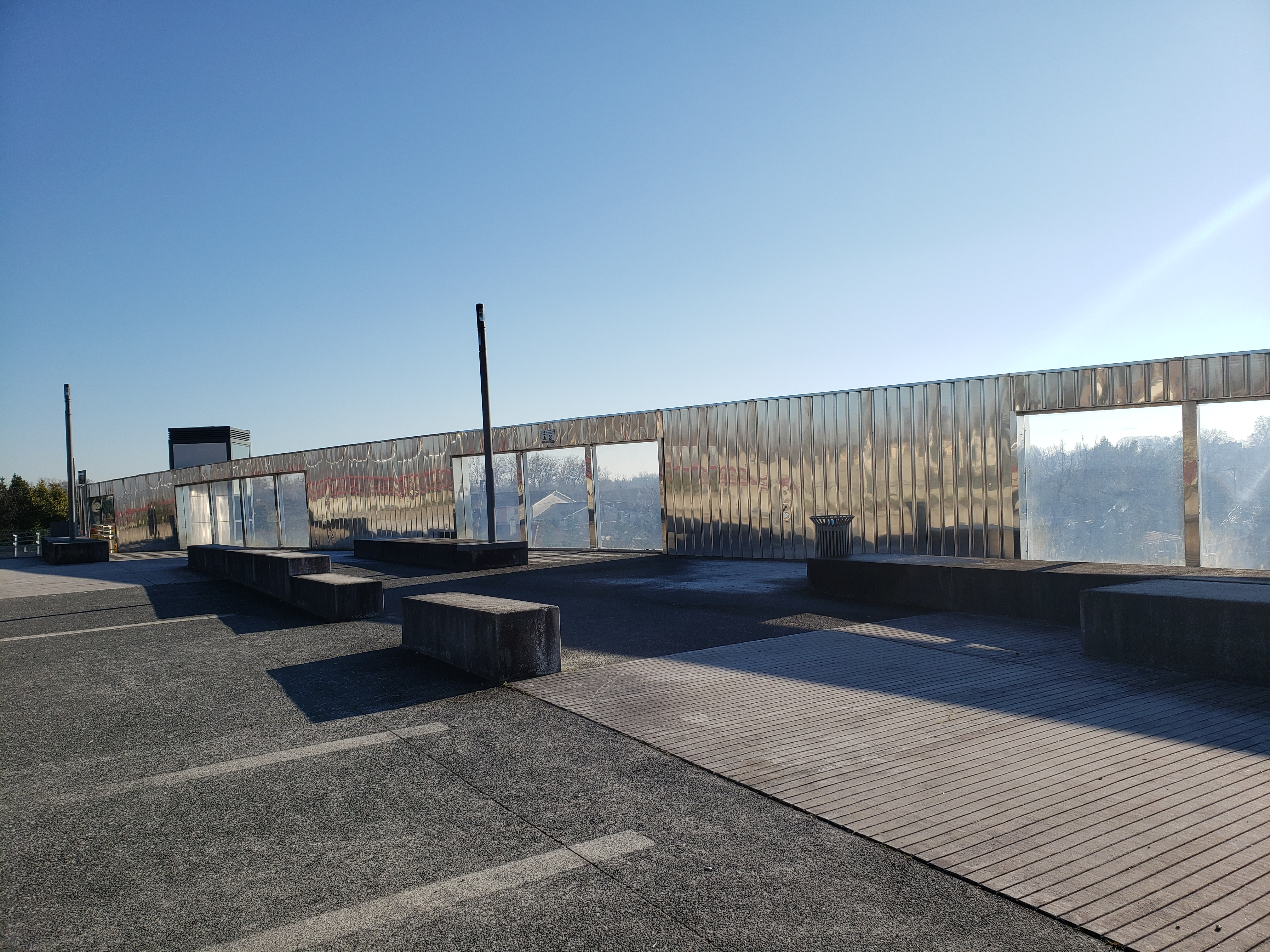
Parvis de la gare sur le pont la surplombant.
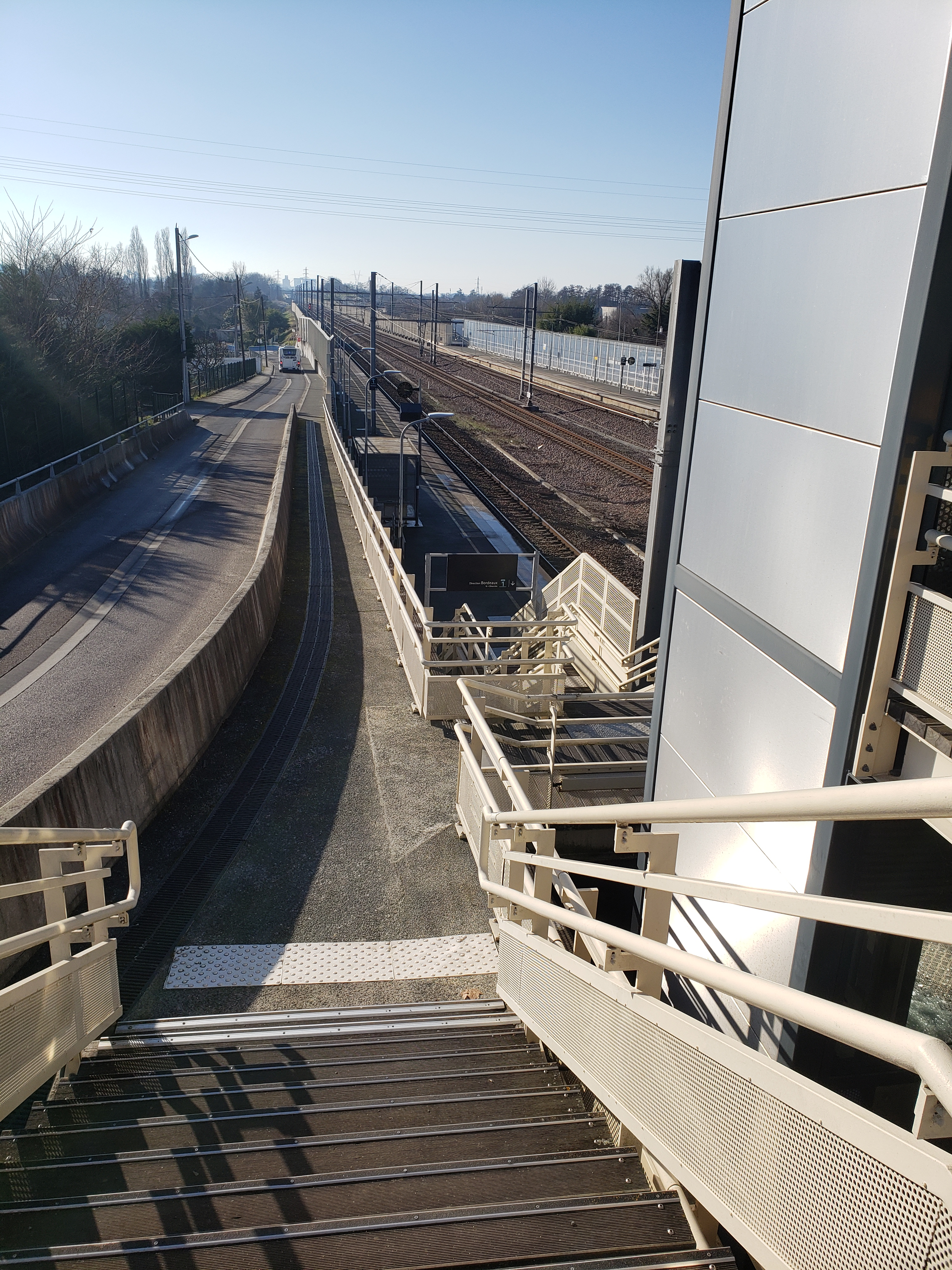
Accès au quai en direction de Bordeaux.
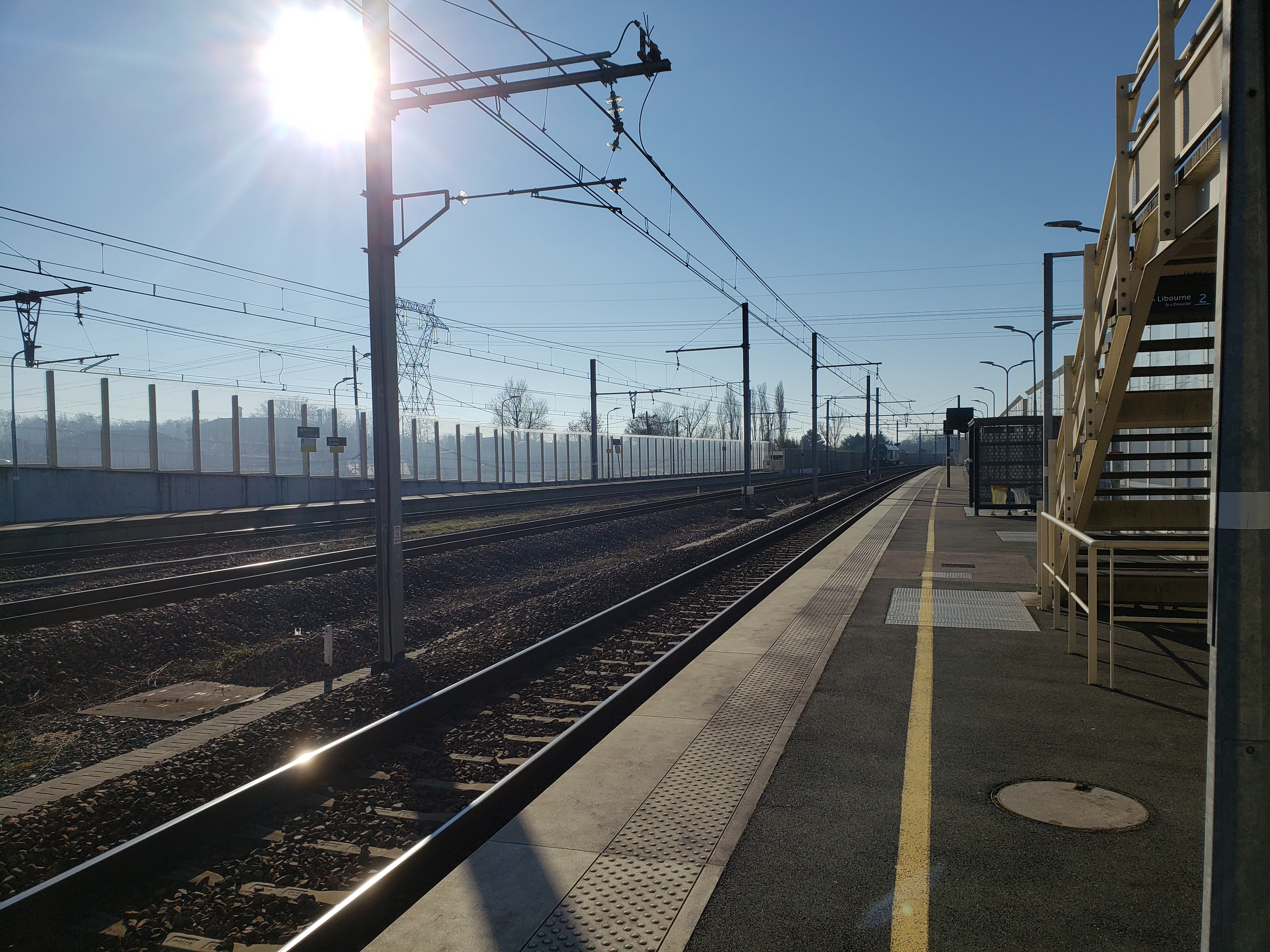
Vue générale vers Bordeaux depuis le quai direction Libourne.
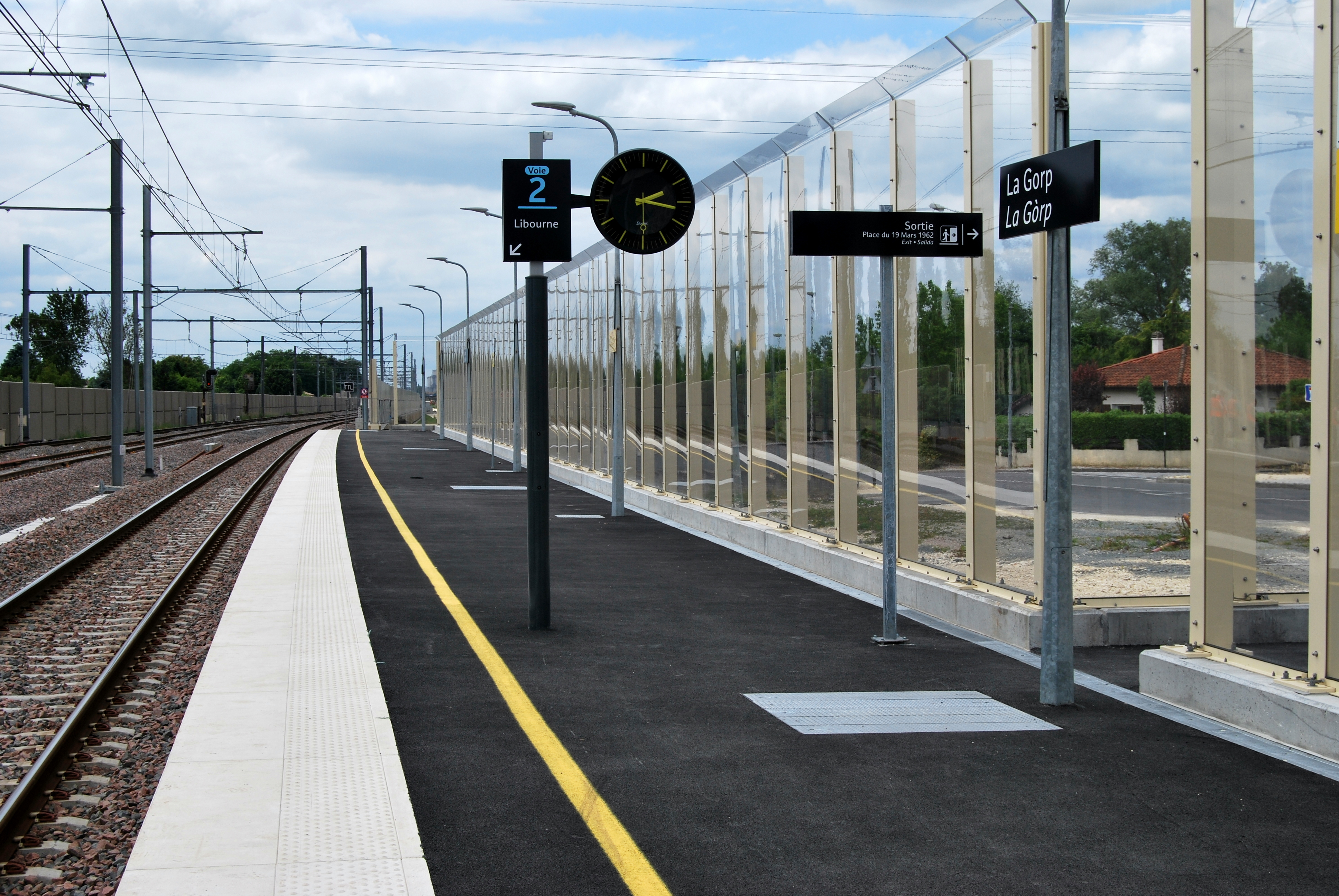
Vue du quai en direction de Libourne.